# 172 (عدد)
172 هو عدد صحيح. طبيعي بين 171 و173

## في الرياضيات

### خصائص
- 172عدد زوجي
- 172عدد ناقص
- 172 عدد مضلعي (30 أضلاع-...)